# Wolffiella welwitschii
Wolffiella welwitschii är en kallaväxtart som först beskrevs av Christoph Friedrich Hegelmaier, och fick sitt nu gällande namn av Théodore Monod. Wolffiella welwitschii ingår i släktet Wolffiella och familjen kallaväxter. Inga underarter finns listade.